# Youssou Diagne
Pour les articles homonymes, voir Diagne.
Youssou Diagne, né le 29 août 1938 et mort le 18 novembre 2022, est un homme politique sénégalais, ancien président de l'Assemblée nationale du Sénégal.

## Biographie
Né le 29 août 1938 à Mbour, Youssou Diagne a fait sa scolarité à l'école catholique de Popenguine, puis à Diourbel avant de revenir dans sa ville natale. Il devient instituteur à Gossas, mais continue à se former à la gestion et à la finance. Il fait ensuite une carrière au sein de la compagnie aérienne Air Afrique.
En 1992, il adhère au Parti démocratique sénégalais et se trouve en troisième position sur la liste de la Coalition Sopi qui remporte les élections législatives de 2001. Il devient le septième président de l'Assemblée nationale, succédant à Cheikh Abdoul Khadre Cissokho. Mais, perdant aux élections locales à Ngaparou l'année suivante, il est contraint de démissionner le 12 juin 2002. Pape Diop lui succède.
Dans la foulée, Youssou Diagne est nommé ambassadeur en république de Chine (Taïwan). À son retour il devient Président du Conseil d'administration de l'APIX, l'Agence nationale chargée de la promotion des investissements et des grands travaux.